# پهپاد شناسایی

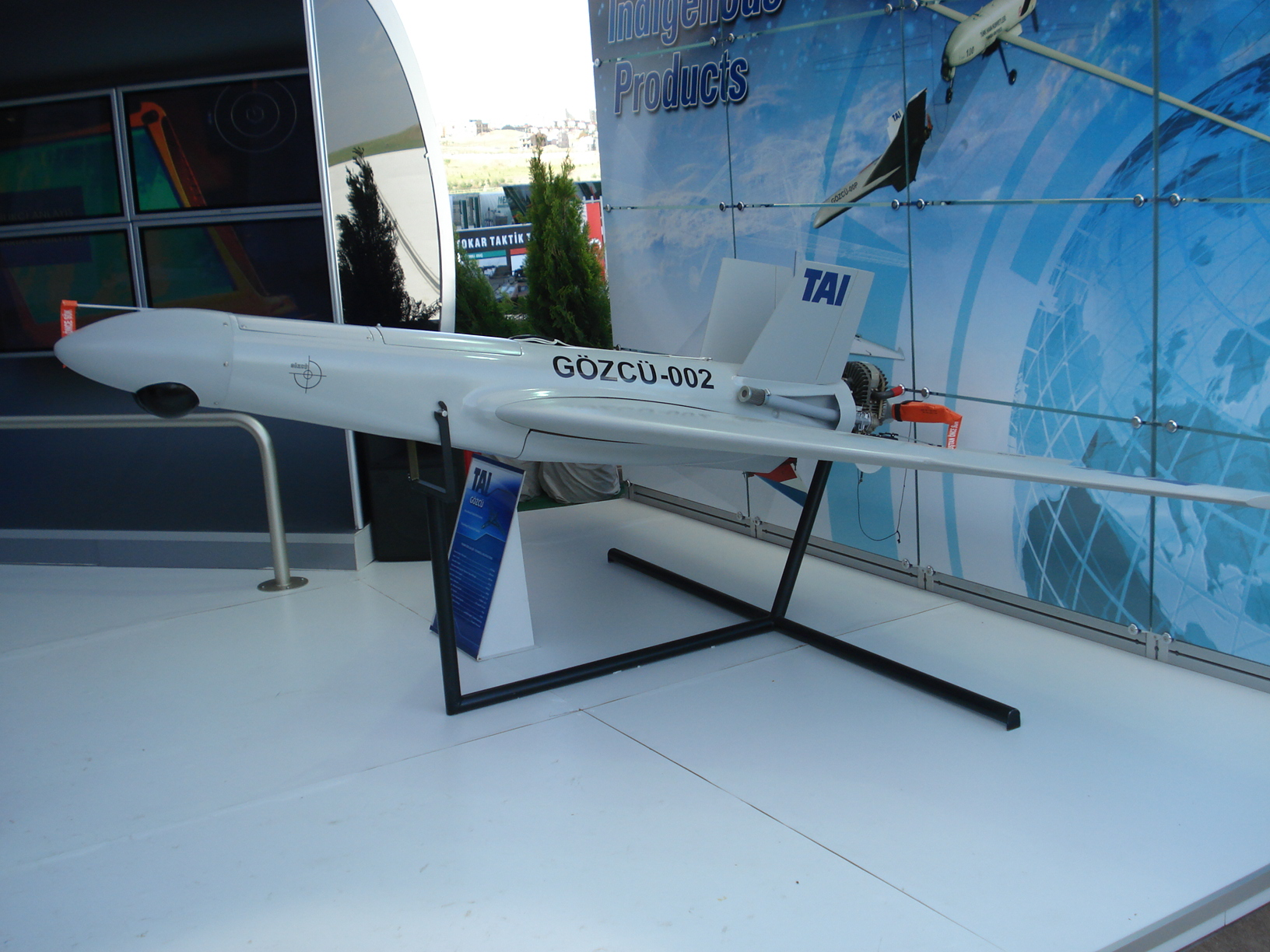
پهپاد شناسایی سبک تای گُزجو ترکی

هواگرد بی‌سرنشین نظارت و شناسایی(به انگلیسی: Unmanned surveillance and reconnaissance aerial vehicle) یا پهپاد نظارت و شناسایی نوعی پهپاد نظامی است که برای اطلاعات، نظارت، یافتن هدف و شناسایی (ISTAR) استفاده می‌شود. برخلاف پهپاد رزمی، این نوع هواپیما برای حمل مهمات نظامی مانند موشک، موشک هدایت‌شونده ضدتانک یا بمب طراحی نشده‌است. هدف اصلی این نوع هواپیما ارائه داده‌های اطلاعاتی در میدان نبرد است. پهپادهای کوچک، کوتاه‌برد و قابل حمل نیز برای اطلاعات میدان جنگ مورد استفاده قرار می‌گیرند.